# Умин дол
Умин дол (на македонска литературна норма: Умин Дол; на сръбски: Умин До или Umin Do; на албански: Umin Dolli) е село в Северна Македония, в община Куманово.

## География
Селото е разположено в котловината Жеглигово в източните склонове на Скопска Църна гора.

## История
В 1994 година броят на жителите на селото е 480 жители – 273 сърби, 201 северномакедонци, 4 други и 2 непосочили национална принадлежност.
Според преброяването от 2002 година селото има 442 жители.
| Националност     | Всичко |
| северномакедонци | 218    |
| албанци          | 0      |
| турци            | 0      |
| роми             | 0      |
| власи            | 0      |
| сърби            | 226    |
| бошняци          | 0      |
| други            | 2      |

## Личности
Умин дол
- Лазо Мишов, български революционер, деец на ВМОРО, четник на Яне Велинов в 1915 година[2] и на Христо Хаджиандонов и Мише Кръстев също в 1915 година[3][4]